# Isla Contoy
Isla Contoy es una pequeña isla mexicana, perteneciente al municipio de Isla Mujeres, se encuentra en el estado de Quintana Roo, aproximadamente a 30 km al norte de la ínsula. La isla tiene 8.75 km de largo, y de 200 a 700 m, 500 m en promedio de ancho, cuenta con una área de 230 ha. de superficie terrestre.
Desde 1961 la isla está protegida por el gobierno mexicano, y fue declarada parque nacional en 1998, también se le ha conocido como "La isla de los pájaros". Al sur de la isla se encuentra el arrecife Ixlaché que forma parte de la segunda barrera de arrecifes más grande del mundo.

## Toponimia
La palabra Contoy tiene dos posibles orígenes: de los vocablos mayas Kom (bajo o rehollado) y To´oy (abrigo) términos relacionados con las aguas bajas aledañas a la Isla que brindaban refugio a los marinos; o del vocablo Pontó que en Maya significa Pelícano.

## Fisiografía
En el lado oriente de la isla predominan dunas arenosas cubiertas de arbustos y árboles, el lado occidente se encuentra interceptado por lagunas de agua salada y poca profundidad, en las que prolifera una gran cantidad de fauna marina.
Se ubica en la proximidad de la unión de las aguas del mar Caribe y de las aguas del golfo de México, en donde existe una mezcla de corrientes que arrastran una gran cantidad de nutrientes, ideales para la alimentación de las especies marinas.

## Historia

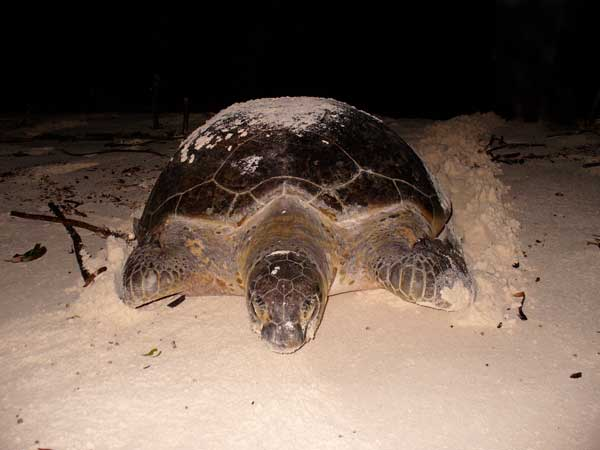
Tortuga anidando.

Con base en el hallazgo de concheros, conchas y caracoles trabajados y cerámica, se ha calculado una ocupación anterior a 300-200 a. C., antes de que se consolidara la cultura maya en el periodo conocido como "preclásico superior".
Formó parte de la ruta naviera prehispánica, que unía Laguna de Términos con las islas del Caribe y que llegó a cubrir toda la costa de la península de Yucatán; y que permitió el florecimiento de puertos tan importantes como Tulum en el Postclásico maya.
Durante la Colonia, las aguas circundantes de la isla fueron escenario de batallas navales entre galeones y barcos piratas y de naufragios.
Las primeras noticias que se tienen de la isla provienen de una visita de John L. Stephens en 1892, quien destacó la presencia de aves marinas; otras fuentes relatan que a mediados del siglo pasado, la isla estaba habitada temporalmente por campamentos de tortugueros. Dicha actividad se mantuvo por largo tiempo, e incluso hace poco menos de 20 años todavía representaba una actividad importante. En la época del general Porfirio Díaz se construyó el faro de Contoy. Desde entonces ya la isla era llamada La Isla de los Pájaros, y se le reconocía la importancia como un sitio especial de concentración de aves. En abril de 1901 los naturalistas E.W. Nelson y E.A.Goldman permanecieron brevemente en la isla haciendo observaciones sobre las aves; en ese entonces los residentes les informaron sobre la desaparición de un sitio de anidación del bobo cariazul, como consecuencia de la construcción del faro; desde esa fecha no se tienen registros de que esa especie haya anidado nuevamente en la isla.
Isla Contoy fue objeto de atención de los conservacionistas mexicanos poco tiempo después de 1950.

## Turismo

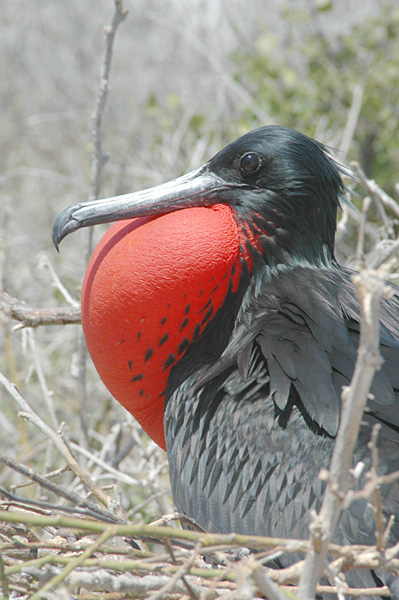
Fragata de pecho rojo macho.

El ecoturismo supervisado y la pesca comercial regulada están permitidos en la isla, bajo la supervisión de la Comisión Nacional de Áreas Protegidas (CONANP) de la Secretaría de Medio Ambiente y Recursos Naturales y la organización "Amigos de Isla Contoy A.C.". 
Gracias a estos esfuerzos los ecosistemas de la isla aún se encuentran intactos.
Son pocos los prestadores de servicios autorizados para transportar a la isla hasta un máximo de 200 visitantes al día. Cada visitante debe solicitar un permiso en las oficinas del parque nacional en Cancún o en Isla Mujeres.
En las actividades guiadas, se prevé una visita al faro, a los manglares y al museo donde algún biólogo explica el funcionamiento de los ecosistemas.

## Biodiversidad

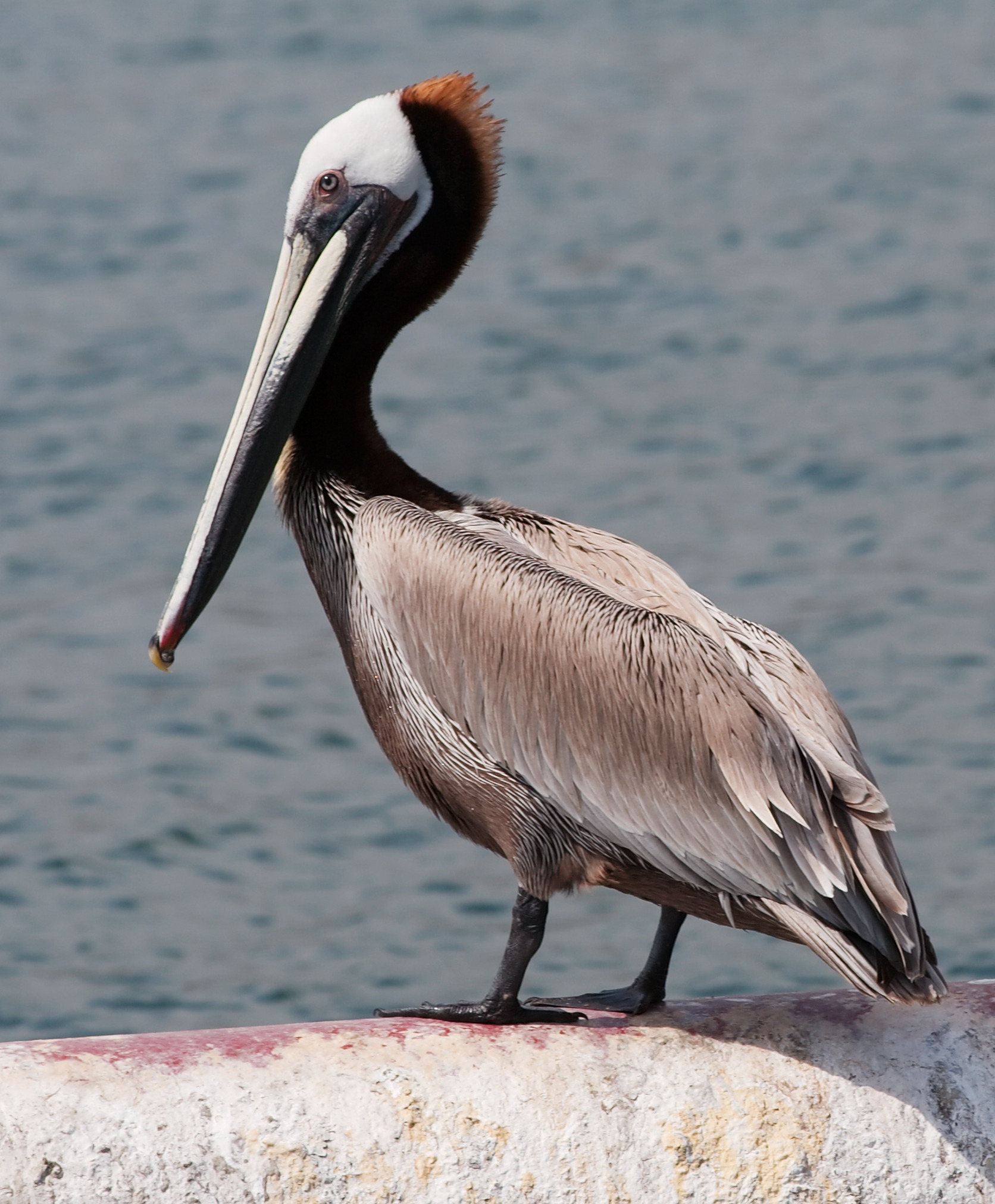
Pelícano Café.

La vegetación de la isla es típica de dunas costeras y manglares la cual cubre más de la mitad de la isla, se han contabilizado 98 especies de plantas.
Tortugas carey, verde y caguama anidan y depositan sus huevos en las playas de la isla.
La isla es también un santuario para 152 especies de aves marinas tropicales, tales como fragatas, pelícanos cafés, golondrinas de mar, cormoranes, etc, que comparten el suelo con 14 especies de reptiles.
Debido a los nutrientes de las aguas, se pueden encontrar langostas, pulpos, camarones, sardinas y cada año grandes tiburones ballena, se tienen contabilizadas 234 especies de peces.